# 菅野佐智子
菅野 佐智子（かんの さちこ、1953年5月27日 - ）は、日本の政治家。自由民主党所属の元衆議院議員（1期）。

## 経歴
福島県田村郡小野町に生まれる。福島県田村郡小野町立小野新町小学校、福島県田村郡小野町立小野中学校、桜の聖母女子高等学校、桜の聖母女子短期大学英語科を経て、桜美林大学文学部英語英米文学科卒業。高校の英語講師を経て、学習塾の経営にあたる。
2012年12月16日の第46回衆議院議員総選挙に、福島3区から自由民主党公認で出馬。民主党の玄葉光一郎に敗れたが、比例東北ブロックで復活し初当選。
2014年12月14日の第47回衆議院議員総選挙では、福島3区からの立候補を断念し、比例東北ブロック単独（名簿第26位）で出馬したが落選した。

## 政策・主張
- 選択的夫婦別姓制度の導入に賛成[4]。
- 2013年11月26日、特定秘密保護法案の採決で賛成票を投じている[5]。

## 人物
- 趣味は、読書、芸術鑑賞、琴演奏[2]

## 所属団体・議員連盟
- 神道政治連盟国会議員懇談会
- 家族の絆特命委員会
- TPP交渉における国益を守り抜く会